# Me'ir Har-Cijon
Me'ir Har-Cijon (hebrejsky: מאיר הר ציון; 1934, Herzlija, Britský mandát Palestina – 14. března 2014) byl izraelský voják. Byl klíčovým členem speciální jednotky 101, později sloužil u 890. výsadkářské brigády, se kterou byla sloučena. Jeho vojenskou kariéru ukončila závažná zranění, která utrpěl roku 1955 při operaci Jonathon.
Tehdejší náčelník Izraelských obranných sil Moše Dajan jej popsal jako „nejlepšího vojáka, který se kdy v IDF objevil“. Pozdější izraelský premiér Ariel Šaron, který byl v 50. letech velitelem jak jednotky 101, tak později 890. brigády, jej označil za „elitu elit".

## Životopis
Har-Cijonovi rodiče se rozvedli, což přispělo k tomu, že vzniklo hluboké pouto mezi ním a jeho mladší sestrou Šošanou. V roce 1949 byl i s tehdy třináctiletou sestrou krátce zadržen syrskými úřady poté, co byli chyceni na syrském území východně od Bejt Še'an. O dva roky později byli na syrském území zadrženi znovu. Tehdy byli vězněni v Damašku a syrskou vládou propuštěni teprve po měsíci vyjednávání mezi OSN a vládami obou zemí.

## Jednotka 101 a 890. výsadkářská brigáda

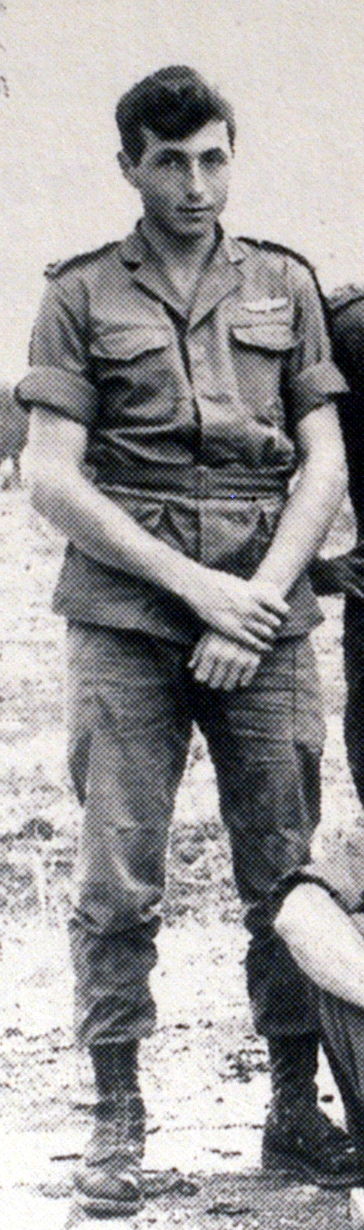
Har-Cijon v roce 1955

V roce 1953 se Me'ir Har-Cijon stal jedním ze základajících členů Jednotky 101. Přes své úspěchy se stal také účastníkem některých kontroverzních operací.
V noci ze 14. na 15. října 1953 byl velitelem jednoho z oddílů, který se účastnil útoku na vesnici Kibíja na Západním břehu. Kibíjský masakr vyvolal mezinárodní odsouzení – v troskách svých domů při něm zemřelo 69 lidí, z toho dvě třetiny žen a dětí.
Při jiném nočním útoku, 18.–19. prosince téhož roku, dva oddíly mužů z jednotky 101 vedené Har-Cijonem zaútočily na auto jedoucí po silnici mezi Betlémem a Hebronem. Zahynul lékař libanonského původu Mansour Awad, sloužící v Arabské legii. Izraelský premiér Moše Šaret byl poté rozhořčen, že o útoku nebyl dopředu informován. Tři noci poté vedl Har-Cijon čtyřčlenný oddíl na předměstí Hebronu, kde umístili bombu u náhodně vybraného domu. Zemřeli dva muži a těhotná žena.
Počátkem roku 1954 byla jednotka 101 sloučena s 890. výsadkářskou brigádou, jejímž velením byl opět pověřen Ariel Šaron. Har-Cijon dále vedl několikačlenné oddíly mužů do bojových operací.
Na konci srpna 1954 se např. zúčastnil operace Binyamin 2, které velel Šaron. Har-Cijonova skupina při ní natáhla přes silnici drát, k němuž byly z obou stran připevněny nádoby naplněné benzínem. Do pasti vjelo auto vezoucí vojáky Arabské legie. Dva útok nepřežili, jeden byl zraněn, tři byli zajati.

## Pomsta za Šošanu
V polovině února 1955 byla Har-Cijonova tehdy osmnáctiletá sestra Šošana při ilegální cestě na jordánské území zavražděna beduíny z oblasti Wadi al Ghar. Zahynula i se svým stejně starým přítelem. Har-Cijon byl zdrcen a přísahal, že ji pomstí. Dne 4. března se spolu s třemi bývalými členy 890. brigády vydal 9 km za hranici do Wadi al Ghar, kde zajali šest beduínů. Vyslýchali je a pět z nich pak zavraždili, jednomu bylo 16 let. Šestého nechali jít, aby svému kmeni řekl, co se stalo. Zabití muži však zřejmě neměli s vraždou Har-Cijonovy sestry nic společného, pouze náleželi ke stejnému beduínskému kmeni jako útočníci.
Po návratu byl Har-Cijon a jeho společníci vzati na 20 dní do vazby. Pak však byli bez obvinění propuštěni.

## Konec kariéry
Operace Jonathon byla spuštěna 11. září 1955. Šlo o útok na policejní stanici na silnici spolující Hebron s Beerševou. Přišlo při něm o život přes 20 jordánských vojáků a policistů. Během bojů byl Har-Cijon zraněn na krku a na paži. Tracheotomie, kterou mu provedl vojenský lékař ještě přímo na místě, mu zachránila život. Har-Cijon získal medaili Za odvahu a hodnost kapitána, ale jeho zranění mu znemožnila ve vojenské kariéře pokračovat.
Bojoval pak nicméně ještě v šestidenní válce v roce 1967 i v jomkipurské válce o šest let později.
V roce 2005 kritizoval Ariela Šarona za jednostranné stažení z Gazy.
Ke konci života žil na farmě nad údolím Jordánu, která je na památku jeho sestry pojmenována Šošana. Zemřel v březnu 2014 ve věku osmdesáti let.